# Siegfriedviertel
Das Siegfriedviertel ist ein Stadtquartier in Braunschweig, das als Siedlung ab den 1920er Jahren entstand. Es befindet sich im Stadtbezirk Nordstadt. Als Siedlung im Grünen und im Stil der Moderne ist sie heute ein Kulturdenkmal. Der Name des Quartiers und die Straßennamen orientieren sich an der Nibelungensage rund um Siegfried den Drachentöter.

## Geschichte
Das Siegfriedviertel erstreckt sich in Ostwestrichtung von der Eisenbahnstrecke Braunschweig–Wieren bis zur Hamburger Straße, in Nordsüdrichtung ebenfalls von der Bahnstrecke bis zum Rebenring. Es stellt das größte Braunschweiger Siedlungsprojekt der Zwischenkriegszeit dar. Es wurde in zwei großen Bauabschnitten auf dem Ärkeroder Feld erbaut. Ärkeroder Feld ist eine alte Flurbezeichnung, die sich aus dem Dorfnamen Marquarderoth entwickelt hat. Diese Fläche war 1913 in den Besitz der Stadt gekommen, damals aber noch nicht zu Siedlungszwecken.
Die Bebauung erfolgte in einem ersten Bauabschnitt von 1926 bis 1931, in einem zweiten von 1933 bis 1941, hauptsächlich aber in den Jahren 1935 bis 1937. Das Wohnkonzept basiert auf den Entwürfen für die Braunschweiger „Gartenstadt“ von 1919 durch Stadtbaumeister Herman Flesche (1896–1972), dessen Entwürfe sich am allgemeinen Stadterweiterungskonzept Theodor Goeckes von 1917 und an der englischen Gartenstadt Letchworth orientierten. Es enthielt damals schon die hufeisenförmige Gestalt mit der späteren Siegfriedstraße als „Rückgrat“. Mit dieser Konzeption wurde von der bis dahin üblichen ringförmigen Stadterweiterung des Braunschweiger Rings abgewichen. Dieses Konzept basierte auf den Gedanken des englischen Gartenstadtplaners Raymond Unwin mit seinem „Satelliten-Stadterweiterungsschema“.
Begonnen wurde 1921/22 mit Eigenheimbauten, aber mit steigender Wohnungsnot ab Mitte der 1920er Jahre wurden vermehrt mehrgeschossige Wohngebäude errichtet. Der erste Bauabschnitt wurde 1929 abgeschlossen, und die Bautätigkeit wurde erst 1935 mit Beginn des zweiten Bauabschnittes wiederaufgenommen. Mit dieser sogenannten „zweiten Arbeitsschlacht“ begann die Erweiterung des Siegfriedviertels am 21. März 1935. Im nordöstlichen Teil (Dietrich-, Roland- und Artusstraße) und am südlichen Rand (Freyastraße) wurden zweigeschossige Einfamilien-Reihenhäuser mit Gartenteil („eigene Scholle“) gebaut.
Bauträger waren die Braunschweiger Baugenossenschaft, die GAGFAH und die Nibelungen Wohnbau GmbH, welche ursprünglich zur Bauaufsicht und späteren Verwaltung der Wohnungen im Siegfriedviertel 1926 gegründet wurde. Als weitere Bebauung wurde östlich des Bienroder Weges eine große Kasernenanlage errichtet. Die Kaserne beherbergte nach ihrer Entstehung die 31. Infanteriedivision, die aus verschiedenen Nachrichteneinheiten bestand, später eine Einheit des Bundesgrenzschutzes. Heute ist auf ihrem Gelände der Campus Nord der TU Braunschweig und teilweise noch Bundespolizei angesiedelt.

### Donnerburgsiedlung
Mit dem Bau der Donnerburgsiedlung erfolgte in den 1930er Jahren eine Erweiterung des Siegfriedviertels. Sie bildet das westliche Verbindungsstück zur Hamburger Straße. Die Nibelungen Wohnbau GmbH baute hier 1938/39 freistehende Wohnhäuser und zweigeschossige Reihenhäuser als sogenannte Volkswohnungen.
Der Name Donnerburg geht auf ein Magazingebäude aus dem 18. Jahrhundert zurück, das im Volksmund so genannt wurde. Es lag auf einer Anhöhe, auf der später die Kirche St. Georg entstand. Der Pfarrbezirk St. Georg sollte eigentlich nur ein Unterbezirk von St. Katharinen werden (1943), wurde aber dann 1935 verselbständigt. Zu dem Zeitpunkt, als die Siedlung geplant wurde, waren die Kirche und das Pfarrhaus schon im Bau, so dass die Siedlung, ungewöhnlich für die NS-Zeit, um den Sakralbau herum gebaut werden musste. Sie bildet das Zentrum der Siedlung, hat aber keinen Markt- bzw. Geschäftsplatz. Diese Funktion übernimmt der Nibelungenplatz und ist somit Verbindungsglied zwischen der Donnerburgsiedlung und dem Siegfriedviertel. Wie auch im Siegfriedviertel entstammen die Straßennamen der Nibelungensage.

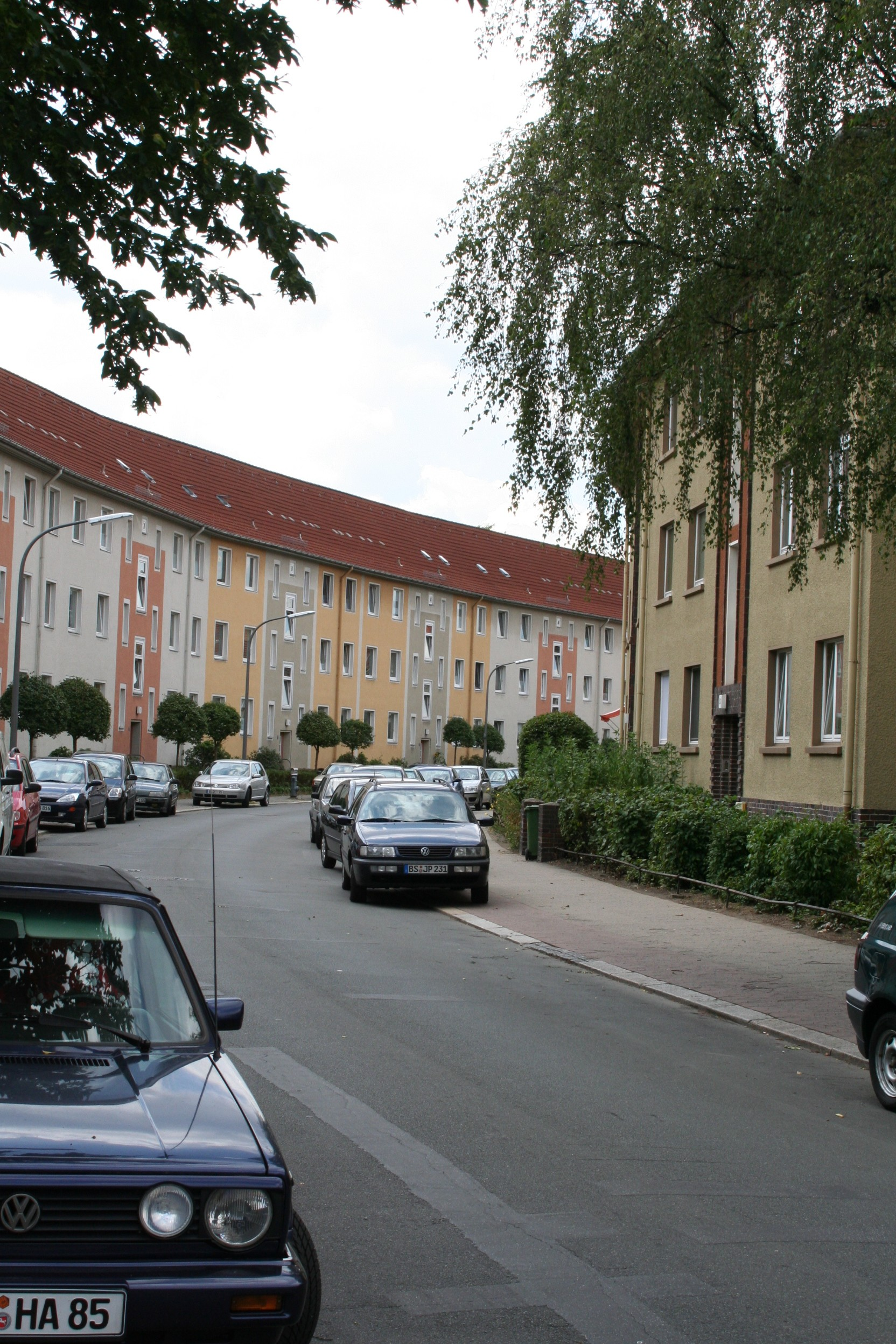
Walkürenring
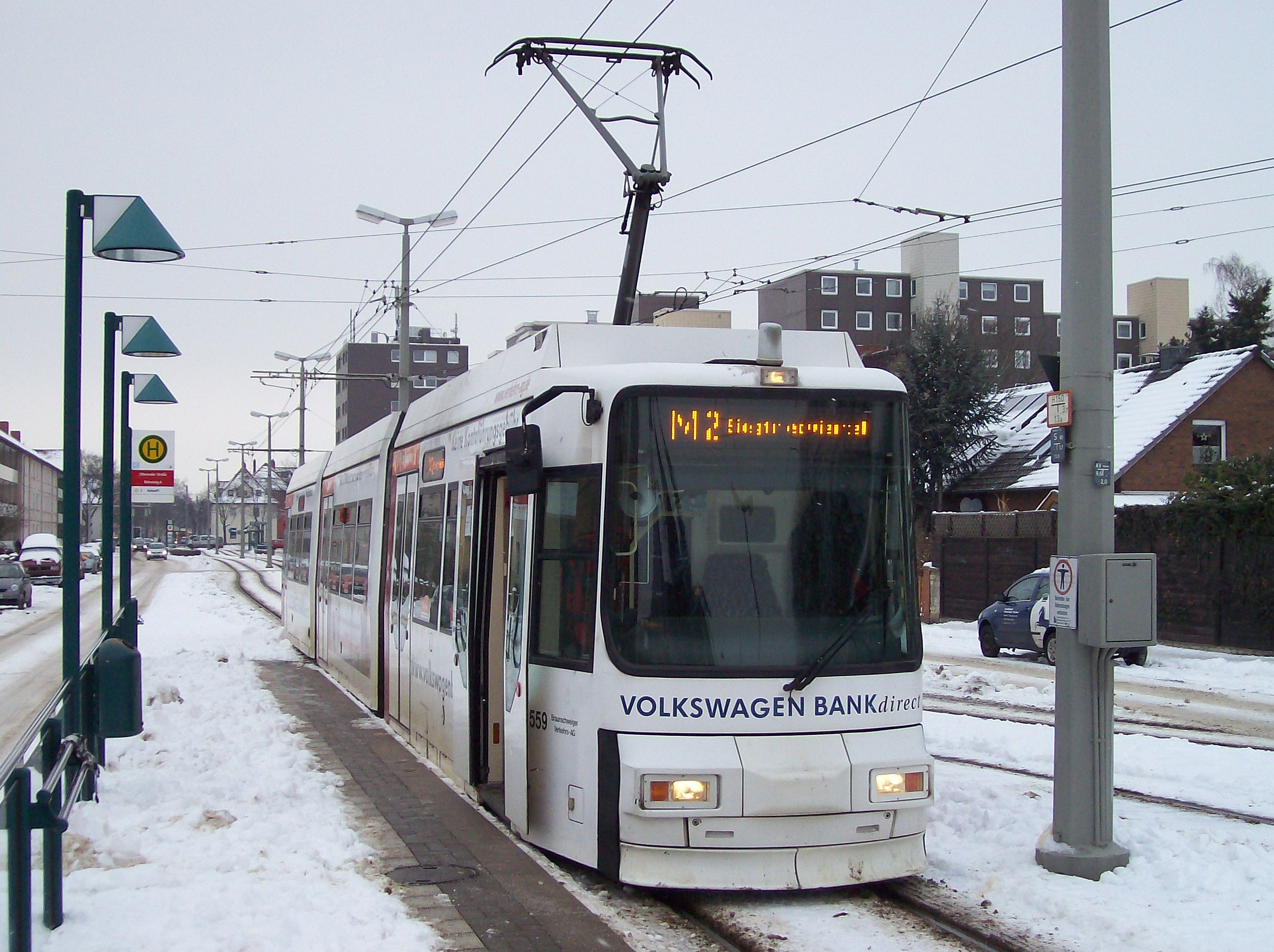
Straßenbahn im Siegfriedviertel
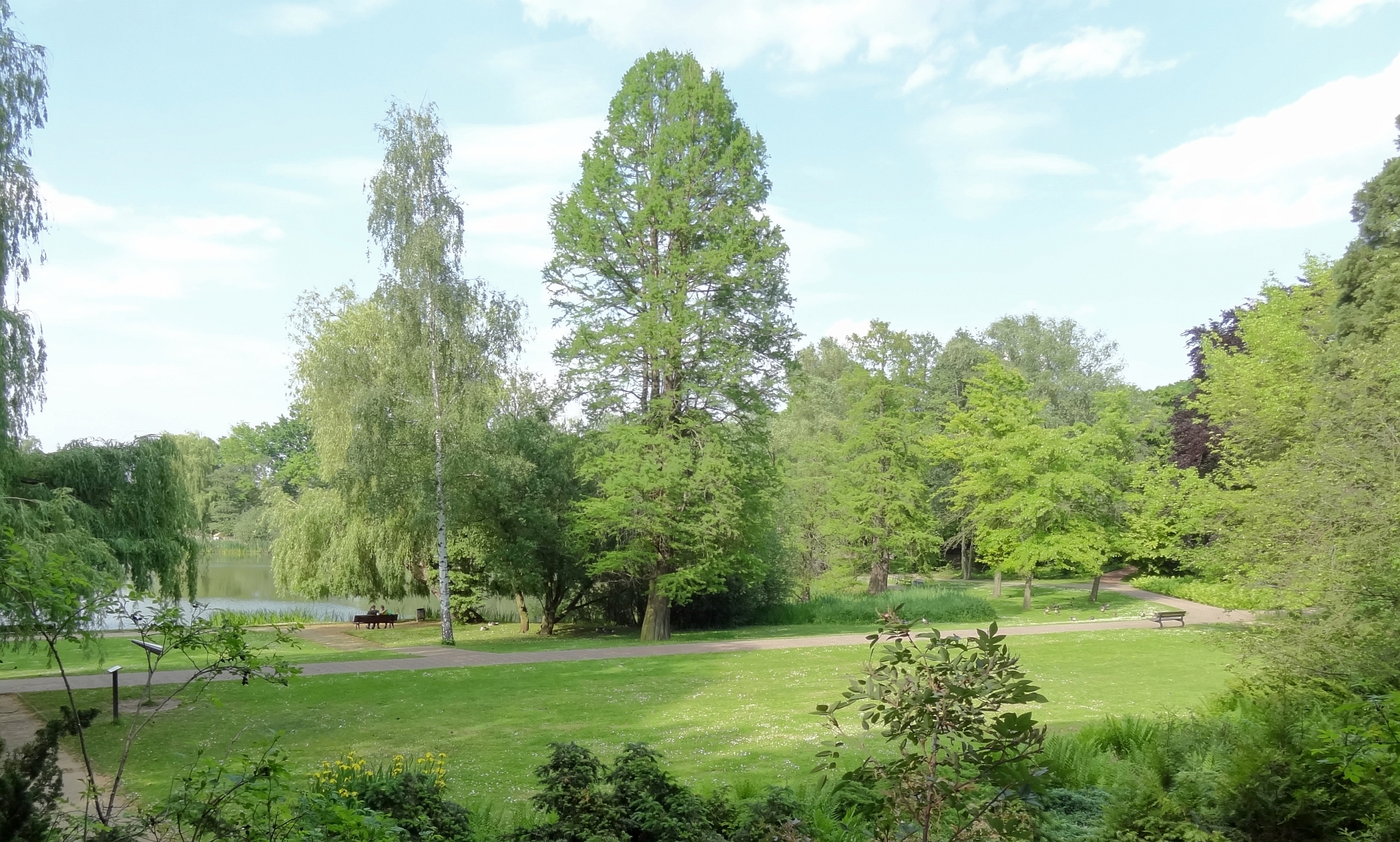
Schul- und Bürgergarten nördlich des Siegfriedviertels
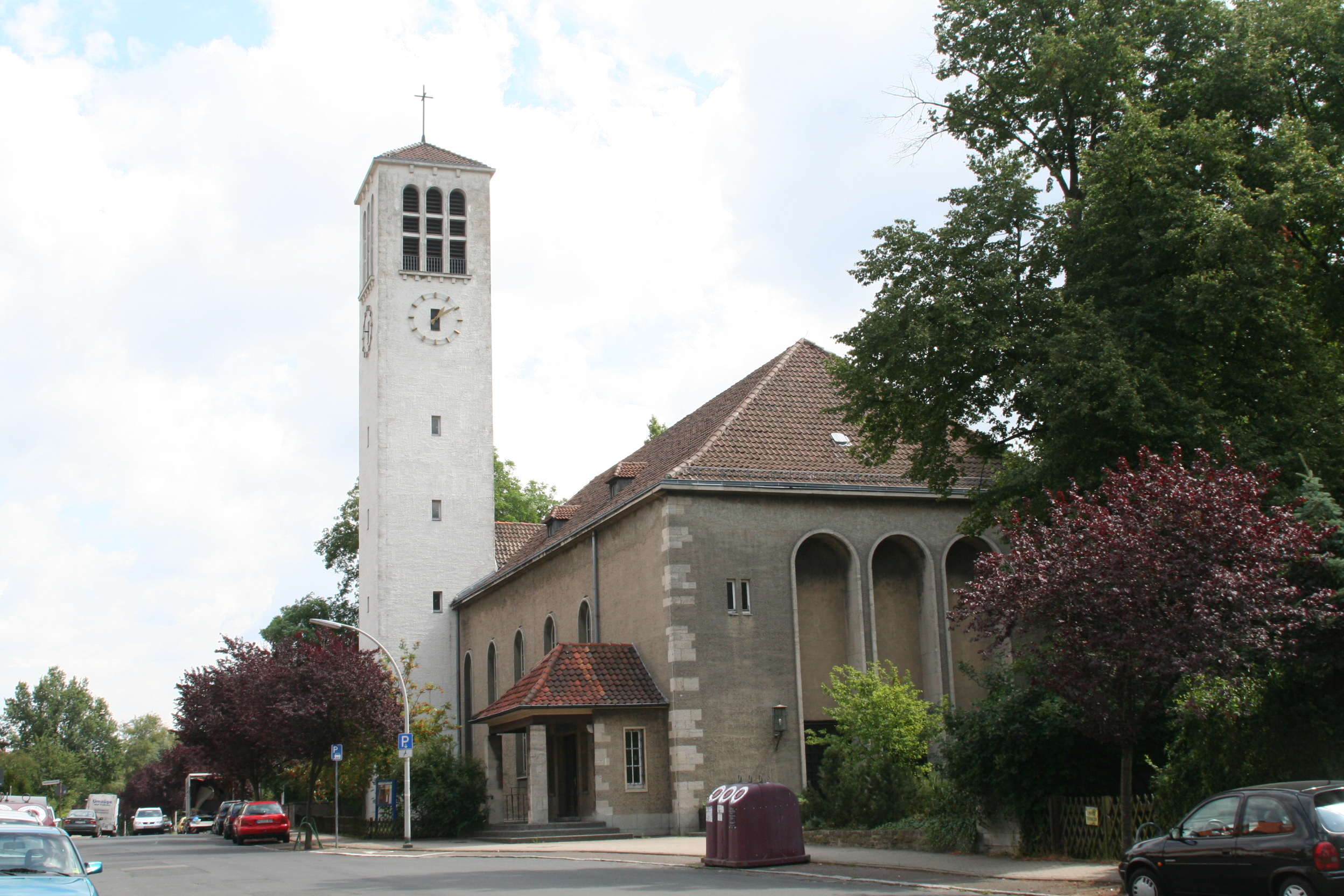
Kirche St. Georg
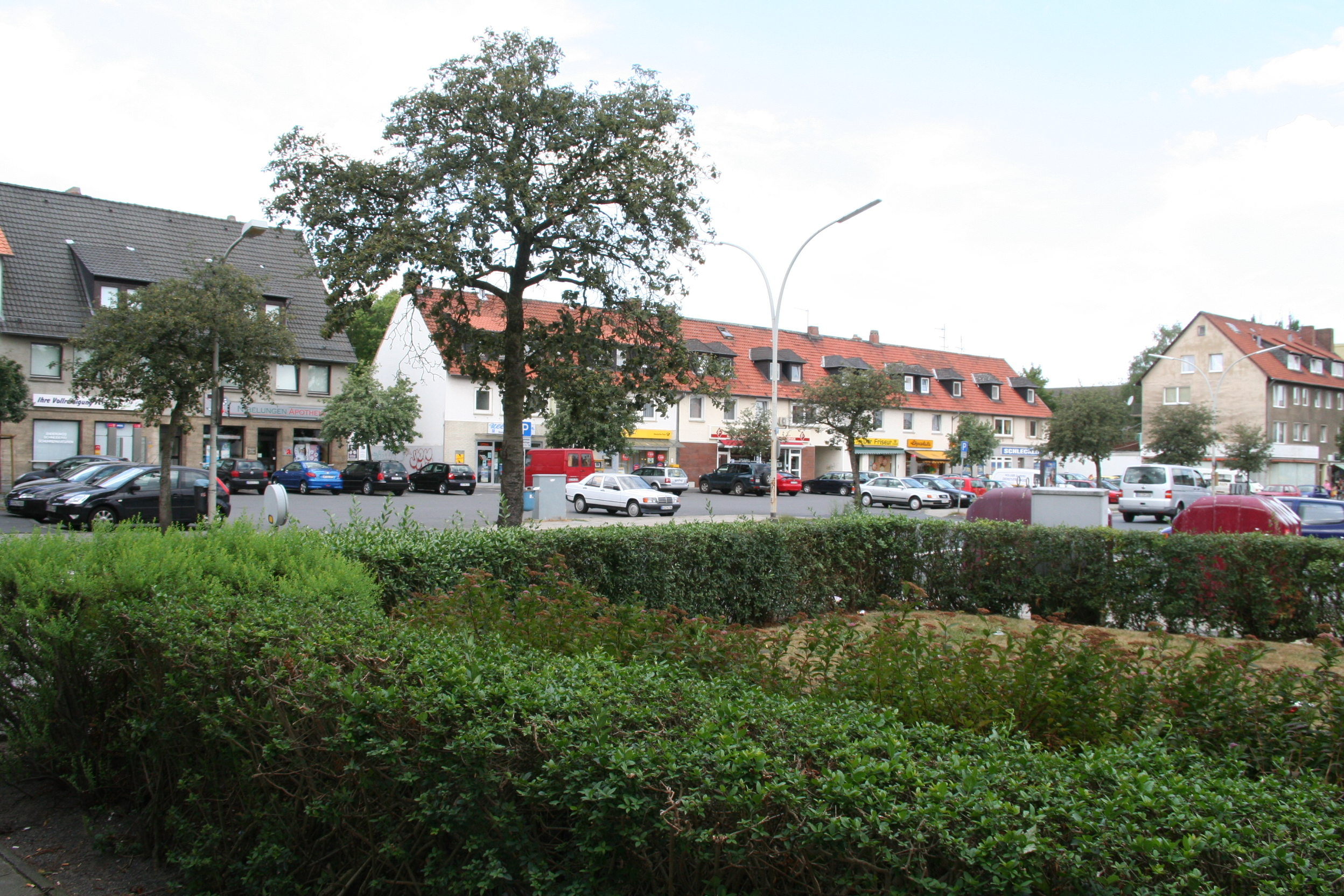
Nibelungenplatz

## Umfeld
Am Rande des Siegfriedviertels gab es vielfältige Industrieanlagen, so beispielsweise die Konservenindustrie der Schmalbach-Lubeca AG (seit 2003 Getränkedosenhersteller Ball Packaging Europe), die Panther Fahrradwerke AG, die Pianobaufabrik Schimmel, der städtische Schlachthof und das städtische Gaswerk, ein Wasserwerk und das Volkswagenwerk Braunschweig (ehemals Vorwerk Braunschweig). Von den Industrieunternehmen sind jedoch lediglich Ball und VW übriggeblieben.